# Ізабела Арагонська (графиня Урхельська)
Ізабе́ла (ісп. і кат. Isabel; 1376 — 1424) — арагонська інфанта, графиня Урхельська (1409—1413). Представниця Барселонського дому. Народилася в Барселоні, Арагон. Донька арагонського короля Педро IV від його четвертої дружини Сібіли де Фортії. Вийшла заміж за урхельського графа Хайме ІІ (1407). Народила у шлюбі 5 дітей, серед яких коїмбрська герцогиня Ізабела. Втратила титул і землі внаслідок повстання чоловіка проти арагонського короля Фернандо I (1413). Померла в Альколеї, Арагон. Також — Ізабе́ла Араго́нська (ісп. Isabel de Aragón), Ізабе́ла Урхе́льська (ісп. Isabel de Urgel).

## Сім'я
- Батько: Педро IV (1319—1387), король Арагону (1336—1387).
- Чоловік (з 1407): Хайме ІІ (1380—1433) граф Урхельський (1408—1413).
- Донька: Ізабела (1409—1459), донька урхельського графа Хайме ІІ